# 発見ふるさとの宝
発見ふるさとの宝（はっけん ふるさとのたから）は、NHK総合テレビで2005年3月29日から2006年3月14日まで放送された教養系娯楽番組である。放送は火曜日23:15 - 23:45（次週火曜未明〔月曜深夜〕に再放送あり）であった。

## 概要
元々は2004年度に数回にわたって特別番組として放送されたものを、視聴者反響が良かったため2005年度から定時放送番組に昇格させたが、今後同様の番組を復活させるという含みを持たせつつも、1年で放映終了した。
私たちの日常で何気なくみつめたり使っていたりしながらも、いつまでも私たちの心の記憶に残しておきたいモノ、あるいはふるさとの誇りとして親しまれているモノや文化などを取り上げて、視聴者から寄せられた投書を基にして番組独自の文化遺産「ふるさとの宝」としていつまでも残していこうという番組であった。

## 出演者
- ふるさとの宝保存委員会長（総合司会）：春風亭昇太
- ふるさとの宝保存委員会秘書（アシスタント）：青山祐子
- ナレーター：田中美里

その他ふるさとの宝保存委員会メンバーとして各界の著名人3人が毎回ゲストとして出演する。